# المواضيع الخمسة للجغرافيا

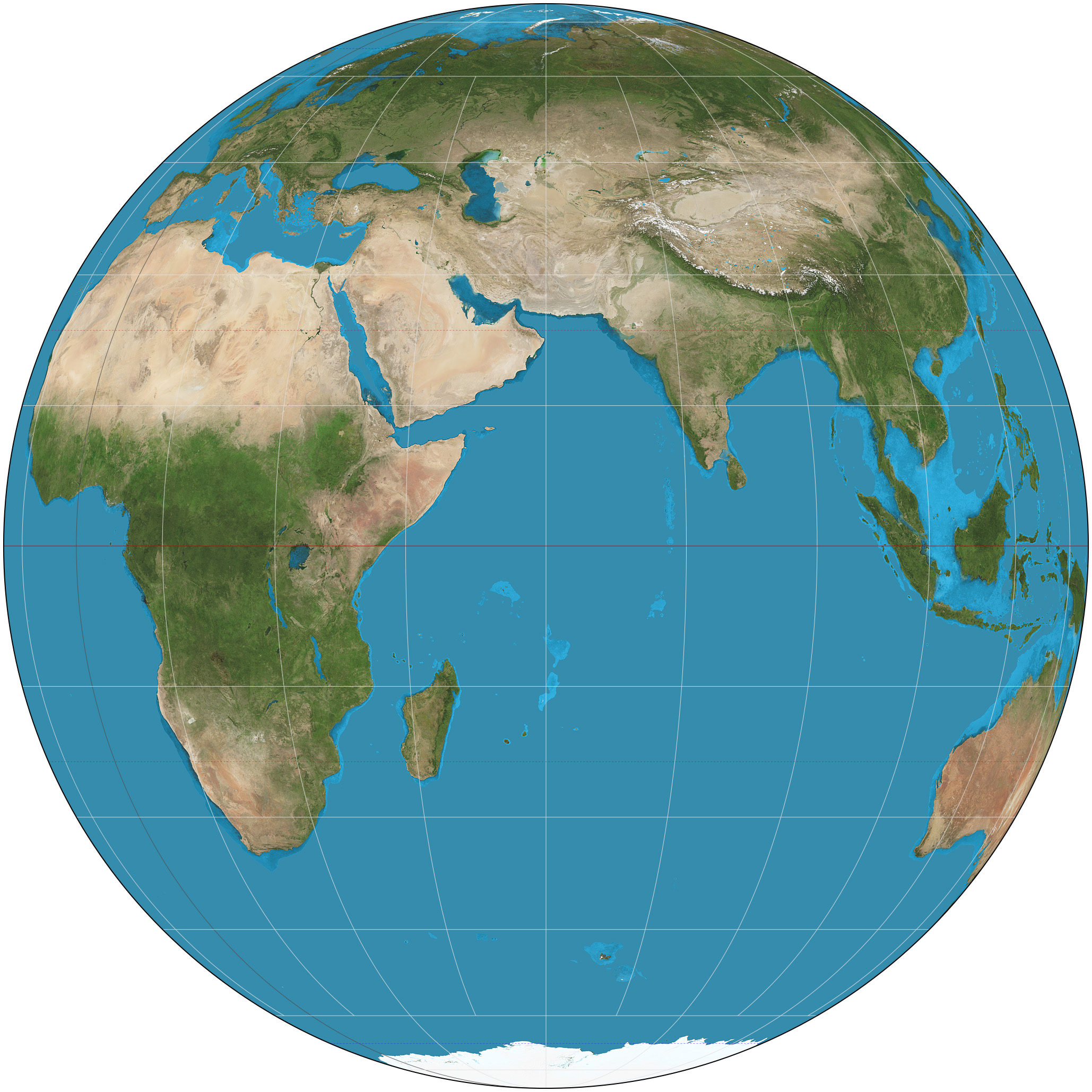
الموقع الجغرافي

الموضوعات الخمسة للجغرافيا هي أداة تعليمية لتدريس الجغرافيا . نُشرت الموضوعات الخمسة في عام 1984  وتم تبنيها على نطاق واسع من قبل المعلمين وناشري الكتب المدرسية ومصممي المناهج الدراسية والتعليمية في الولايات المتحدة.  اعتمدت معظم الفصول الدراسية للجغرافيا والدراسات الاجتماعية الأمريكية الموضوعات الخمسة في ممارسات التدريس ،  لأنها توفر بديلاً للطرق التقليدية الضارة والمستمرة في تدريس الجغرافيا من خلال الحفظ عن ظهر قلب".  هذه الموضوعات التربوية توجه الكيفية التي يتم بها تدريس المحتوى الجغرافي في المدارس. 

## الموضوعات/المواضيع
المواضيع الخمسة للجغرافيا : 
- الموقع الجغرافي
- المكان
- تفاعل البيئة البشرية (علم اجتماع البيئة)
- التنقلات
- المنطقة